# Ларинское сельское поселение (Челябинская область)
Ла́ринское се́льское поселе́ние — муниципальное образование в Уйском районе Челябинской области Российской Федерации.
В рамках административно-территориального устройства муниципальное образование  соответствует административно-территориальной единице Ларинский сельсовет.
Административный центр — село Ларино.

## История
Статус и границы сельского поселения установлены Законом Челябинской области от 17 сентября 2004 года № 278-ЗО «О статусе и границах Уйского муниципального района и сельских поселений в его составе»

## Население
| 2002  | 2010  | 2011  | 2012  | 2013  | 2014  | 2015  |
| ----- | ----- | ----- | ----- | ----- | ----- | ----- |
| 3445  | ↘3101 | ↘3098 | ↘3048 | ↘2952 | ↘2856 | ↘2787 |
| 2016  | 2017  | 2018  | 2019  | 2020  | 2021  |       |
| ↗2790 | ↘2719 | ↘2649 | ↘2592 | ↘2580 | ↗2648 |       |

## Состав сельского поселения
| № | Населённый пункт | Тип населённого пункта       | Население |
| - | ---------------- | ---------------------------- | --------- |
| 1 | Выдрино          | село                         | ↘408      |
| 2 | Замотохина       | деревня                      | ↘266      |
| 3 | Кочнево          | деревня                      | ↗325      |
| 4 | Ларино           | село, административный центр | ↘1767     |
| 5 | Пичугинский      | посёлок                      | ↘59       |
| 6 | Речной           | посёлок                      | ↘276      |